# Aerolíneas Estelar
Aerolíneas Estelar es una aerolínea venezolana fundada en el 2009. Comenzó a operar con un vuelo hacia Porlamar y a los pocos meses estableció una ruta hacia Maracaibo. Hacia mayo de 2017 la empresa volaba a cinco destinos dentro de Venezuela: Caracas, Cumaná, Maracaibo, Porlamar Santo Domingo San Antonio (Táchira) y Puerto Ordaz; también opera a muchos destinos chárter en toda Latinoamérica.

## Historia
Es una compañía aérea ubicada en el aeropuerto de Caracas que opera rutas nacionales e internacionales. En sus inicios fue una compañía de vuelos charter, hasta lograr consolidarse con el transcurrir de los años. Hasta la presente ha sido la única aerolínea con más acuerdo de arrendamiento bajo la forma de wetlease para satisfacer la demanda de asientos hacia diversas latitudes, rutas que han sido abandonadas por empresas de transporte aéreo extranjero debido a la problemática de repatriación de capital. 
El año 2017 concreto tres proyectos en la modalidad de wetlease con aviones de compañías extranjeras tales como Swiftair, Latin American Wings y HiFly con la cual el 14 de diciembre de 2017, comenzó a operar la ruta CCS-MAD-CCS con un Airbus A340-300 alquilado en régimen de wet-lease a Hi Fly Malta. La ruta a Madrid se opera con tres frecuencias semanales, sustituyendo a la antigua ruta operada por la aerolínea de bandera, Conviasa. También vuela con el A340 a la capital argentina, Buenos Aires, con tres frecuencias a la semana.
El 6 de noviembre de 2017 la aerolínea chilena LAW finalizó el contrato con Estelar por incumplimiento de pago, lo que provocó que los pasajeros de la ruta CCS-SCL se quedaran varados por tres días en el aeropuerto.
En julio de 2019, la aerolínea arrendó un Airbus A380-800 a Hi Fly Malta debido a que el A340 arrendado que tenía estaba en reparaciones, lo que convirtió a Estelar en la primera aerolínea del hemisferio en operar este tipo de aeronave.
En el año 2024, Transmandu se asocia a Aerolíneas Estelar, ya que Estelar estuvo al borde del quiebre, Transmandu los ayudó con aeronaves e inyección a la línea aérea. 

## Flota

### Flota actual
A julio de 2025, la flota de Estelar Latinoamérica está compuesta por las siguientes aeronaves:
Cabe resaltar, que las aeronaves YV657T, YV658T y YV666T no pertenecen a Aerolíneas Estelar, pertenecen a Transmandu. Simplemente están alquiladas a Estelar.
| Aeronaves       | Activos | Pedidos | Estacionados | Pasajeros (clase única)                            | Matrículas                                         | Antigüedad                                         | Notas                                                                                  |
| --------------- | ------- | ------- | ------------ | -------------------------------------------------- | -------------------------------------------------- | -------------------------------------------------- | -------------------------------------------------------------------------------------- |
| Airbus A330-300 | 1       | —       | —            | 388                                                | EC-LXA                                             | 19,9 años                                          | Operado por Iberojet. La aeronave puede variar en función de disponibilidad y demanda. |
| Boeing 737-200  | 1       | —       | —            | 118                                                | YV2792                                             | 41,8 años                                          |                                                                                        |
| Boeing 737-300  | 2       | —       | 1            | 148                                                | YV666T                                             | 37,6 años                                          |                                                                                        |
| Boeing 737-300  | 2       | —       | 1            | 148                                                | YV642T                                             | 31,1 años                                          | Estacionado                                                                            |
| Boeing 737-300  | 2       | —       | 1            | 148                                                | YV630T                                             | 31 años                                            |                                                                                        |
| Boeing 737-400  | 1       | —       | 1            | 162                                                | YV658T                                             | 32,8 años                                          | Estacionada en PZO desde 2022                                                          |
| Boeing 737-400  | 1       | —       | 1            | 168                                                | YV657T                                             | 32,6 años                                          |                                                                                        |
| Total           | 5       | —       | 2            | Edad media de la flota (abril de 2025): 32,4 años. | Edad media de la flota (abril de 2025): 32,4 años. | Edad media de la flota (abril de 2025): 32,4 años. | Edad media de la flota (abril de 2025): 32,4 años.                                     |

### Flota histórica
| Aeronaves       | Total | Introducido | Retirado | Matrículas |
| --------------- | ----- | ----------- | -------- | ---------- |
| Airbus A340-300 | 1     | 2019        | 2020     | 9H-JAI     |

## Destinos

### Destinos actuales
| Países                                             | Destinos                         | Aeropuertos                                         | Desde                            |
| -------------------------------------------------- | -------------------------------- | --------------------------------------------------- | -------------------------------- |
| España                                             | Madrid                           | Aeropuerto Adolfo Suárez Madrid-Barajas             | Caracas (operado por Iberojet)   |
| Panamá                                             | Ciudad de Panamá                 | Aeropuerto Internacional de Tocumen                 | Caracas                          |
| Venezuela                                          | Barinas, Barinas                 | Aeropuerto Luisa Cáceres de Arismendi               | Caracas                          |
| Venezuela                                          | Caracas, Distrito Capital        | Aeropuerto Internacional de Maiquetía Simón Bolívar | HUB                              |
| Venezuela                                          | Ciudad Guayana, Bolívar          | Aeropuerto Internacional Manuel Piar                | Caracas                          |
| Venezuela                                          | El Vigía, Mérida                 | Aeropuerto Internacional Juan Pablo Pérez Alfonso   | Caracas                          |
| Venezuela                                          | Maturín, Monagas                 | Aeropuerto Internacional José Tadeo Monagas         | Caracas                          |
| Venezuela                                          | Maracaibo, Zulia                 | Aeropuerto Internacional de La Chinita              | Caracas, Santa Bárbara del Zulia |
| Venezuela                                          | Porlamar, Nueva Esparta          | Aeropuerto Internacional del Caribe Santiago Mariño | Caracas                          |
| Venezuela                                          | San Cristóbal, Táchira           | Aeropuerto Internacional de Santo Domingo           | Caracas                          |
| Venezuela                                          | San Antonio del Táchira, Táchira | Aeropuerto Internacional Juan Vicente Gómez         | Caracas, Porlamar                |
| Venezuela                                          | Santa Bárbara del Zulia, Zulia   | Aeropuerto Miguel Urdaneta Fernández                | Caracas, Maracaibo               |
| Total: 10 destinos nacionales y 2 internacionales. |                                  |                                                     |                                  |

### Destinos finalizados
| Países         | Destinos          | Aeropuertos                                    |
| Norteamérica   | Norteamérica      | Norteamérica                                   |
| -------------- | ----------------- | ---------------------------------------------- |
| Estados Unidos | Miami             | Aeropuerto Internacional de Miami              |
| México         | Cancún            | Aeropuerto Internacional de Cancún             |
| Sudamérica     |                   |                                                |
| Argentina      | Buenos Aires      | Aeropuerto Internacional Ministro Pistarini    |
| Chile          | Santiago de Chile | Aeropuerto Internacional Arturo Merino Benítez |
| Perú           | Lima              | Aeropuerto Internacional Jorge Chávez          |
| Europa         |                   |                                                |
| Italia         | Roma              | Aeropuerto de Roma-Fiumicino                   |
| Portugal       | Lisboa            | Aeropuerto de Lisboa                           |